# Francesc Tarafa

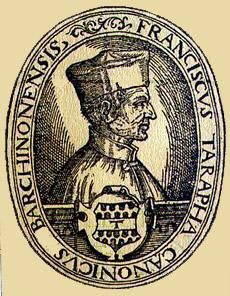
Retrato xilográfico de Francesc Tarapha aparecido en la portada de De origne, ac rebus gestis Regum Hispaniae, Amberes, 1553

Francesc Tarafa (Llerona, alrededor de 1495-Roma, 1556) fue un canónigo, archivero e historiador español, autor de obras en latín y en catalán en su mayor parte conservadas manuscritas. Se le encuentra ya con un beneficio eclesiástico, y por tanto, como clérigo en 1523. Fue nombrado archivero de la Catedral de Barcelona en 1529 y canónigo de la misma en 1543. Su labor como archivero le permitió el acceso a la documentación que empleó en sus trabajos históricos.
La mayor parte de sus trabajos permanecieron inéditos en vida de su autor. Llegó a publicar De origine ac rebus gestis regum Hispaniae (Amberes, 1553), de la que hay una traducción al español en 1562 hecha por Alonso de Santa Cruz. 

## Obras

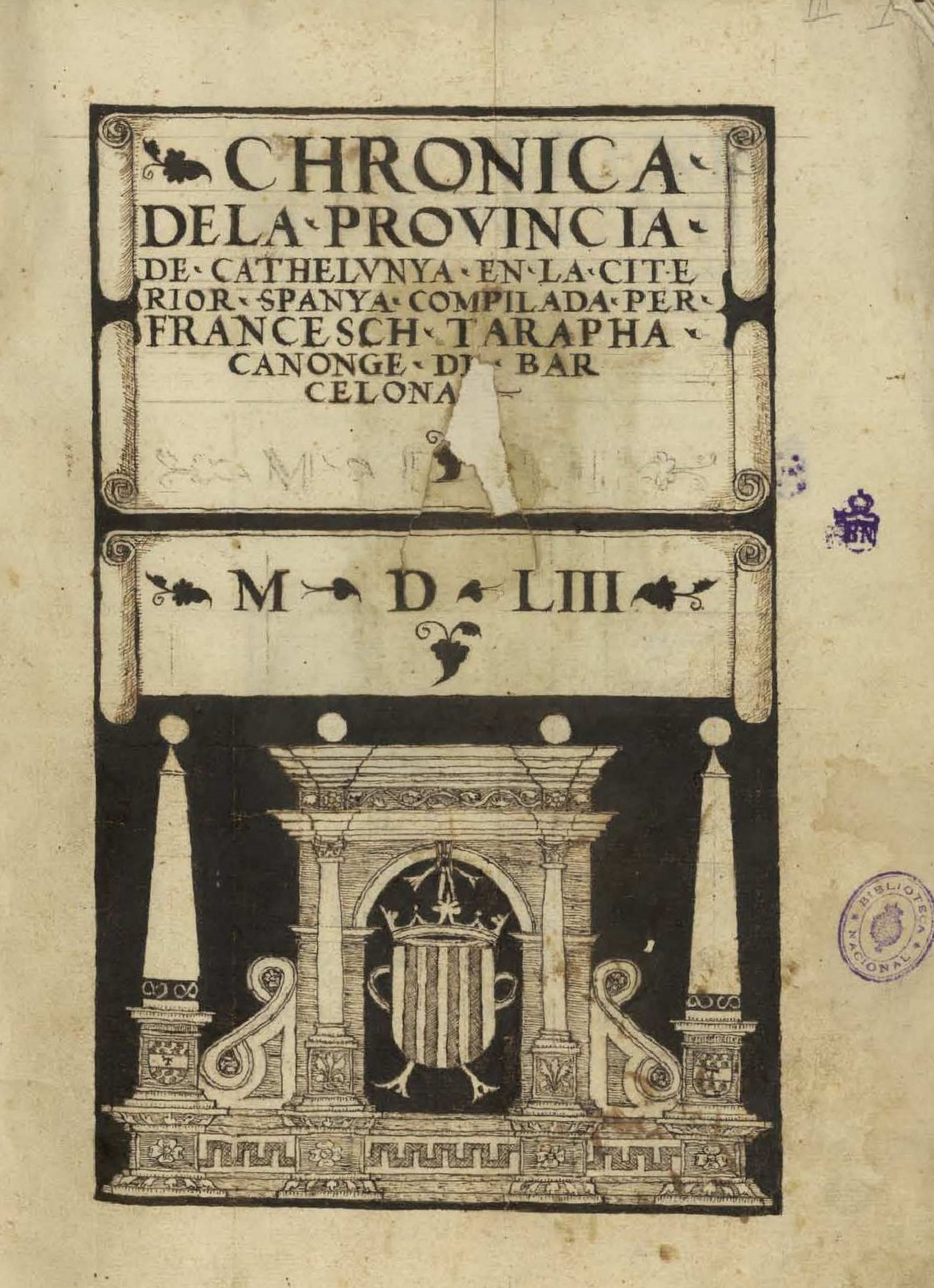
Chronica de la provincia de Cathelvnya en la citerior Spanya compilada per Francesch Tarapha canonge de Barcelona M.D.LIII. Portada a tinta del manuscrito Mss/1880 de la Biblioteca Nacional de España.

Las fechas indican su composición, no su publicación:
- Línea regum Hispaniarum (1541)
- De vitis pontificum ecclesiae barcinonensis (1547)
- Dictionarium geographiae universalis (1552)
- De origine et rebus gestis Regum Hispaniae (1553)
- Crònica de cavaliers catalans (1556)
- Dels pobles, rius y montañas de España
- Brevis rerum a Philippo II Hispaniae Rege gestarum descriptio
- De la pía almoina de la Catedral de Barcelona y Nobiliari ó llibre de armería